# Церковь Святого Августина (Вена)
Церковь Святого Августина в Вене (Аугустинеркирхе, нем. Augustinerkirche) — готическая церковь на площади Йозефплац во Внутреннем Городе.
Основана герцогом Фридрихом Красивым в 1327 вместе с монастырём для монахов Августинского ордена. Церковь была освящена в 1349 году, а с 1634 по 1783 год считалась придворной церковью Габсбургов. Ныне представляет собой превосходный образец стиля барокко, столь полюбившегося в Австрии. Церковь несколько раз передавалась в руки разных общин, а в 1951 году была вновь передана августинцам.
В церкви венчались императрица Мария Терезия и Франц Стефан Лотарингский, император Франц-Иосиф и Сиси, кронпринц Рудольф и принцесса Стефания, а также французский император Наполеон и Мария Луиза.
Сокровище церкви — 54 серебряные урны с сердцами многих Габсбургов — от Фердинанда II до Франца Карла, отца Франца Иосифа I. Они хранятся в так называемой «крипте сердец» (нем. Herzgruftel) в капелле Святого Георга. Здесь также находится урна с сердцем Наполеона II, сына Наполеона I от Марии Луизы.